# Ophiomyia curvibrissata
Ophiomyia curvibrissata este o specie de muște din genul Ophiomyia, familia Agromyzidae, descrisă de Frost în anul 1936.
Este endemică în Guatemala. Conform Catalogue of Life specia Ophiomyia curvibrissata nu are subspecii cunoscute.